# Rui Vieira (engenheiro)
Rui Manuel da Silva Vieira OIH • ComMAI (São Martinho, Funchal, 29 de Março de 1926 - Funchal, 29 de Agosto de 2009), conhecido simplesmente por Rui Vieira, foi um engenheiro agrónomo e político português.

## Biografia
Rui Vieira nasceu em 29 de março de 1926, na freguesia de São Martinho, concelho do Funchal.
Em 1951, licenciou-se em Engenharia Agronómica no Instituto Superior de Agronomia da Universidade Técnica de Lisboa, tendo desenvolvido o  estágio curricular da sua licenciatura, na Delegação da Junta das Frutas e no Grémio dos Exportadores de Frutas e Produtos Hortícolas da Ilha da Madeira, sobre a “mosca da fruta”, Ceratitis capitata, tendo obtido a nota final de 19 valores, o que lhe permitiu representar Portugal numa conferência em Argel, na Argélia.
No período que medeia o fim do curso, o estágio e o primeiro emprego, Rui Vieira publica vários textos sobre pragas em destaque na altura como a mosca da fruta e o seu controlo (1949), a mosca branca dos citrinos (1950), os insectos nocivos à videira (1951) e considerações sobre a formiga branca (1952).
Concorre em 1952 a um lugar de engenheiro agrónomo de 2ª classe e entra para os Serviços Agrícolas (Estação Agrária) da Junta Geral do Distrito Autónomo do Funchal. Entre o fim do curso e o início da carreira profissional, já publica alguns trabalhos de conteúdo entomológico, sobre pragas dos citrinos e da videira, mas será a partir de 1952, ano em que publica em livro o trabalho de estágio, que realizará importantes trabalhos nas áreas da sanidade vegetal, horticultura, fruticultura e viticultura na Estação Agrária.
Em 1954 é nomeado director da recém-criada Escola Prática Elementar de Agricultura, a qual funcionou no Palácio dos Zinos, localizado no Lugar de Baixo, no concelho da Ponta do Sol, onde foi dada formação a muitos Capatazes Agrícolas. Por esta altura é nomeado Presidente da Comissão Distrital de Assistência, que assume durante nove anos, organismo que era responsável pela distribuição dos donativos recolhidos pelas instituições de assistência.
Em 1960, a Junta Geral do Distrito Autónomo do Funchal, sob a presidência do Engenheiro António Camacho Teixeira de Sousa, cria na Quinta Reid ou Quinta do Bom Sucesso, da qual dependia a Quinta das Cruzes e o respectivo orquidário, o Jardim Botânico da Madeira e nomeia o engenheiro Rui Vieira o seu primeiro director. O Governo Regional, pela Resolução nº 1081/2009, de 10 de Setembro, atribuiu o nome do Engenheiro Rui Manuel da Silva Vieira ao Jardim Botânico.
Neste mesmo ano assume funções no Gabinete de Coordenação Económica, que era um órgão consultivo da Junta Geral.
De 1965 a 1969, foi deputado à Assembleia Nacional e entre Fevereiro de 1971 e Setembro de 1974, Presidente da Junta Geral do Distrito Autónomo do Funchal.
Em 1976, foi vogal da Junta Regional e de Planeamento da Madeira, com o pelouro da Agricultura, Indústria e Pescas. Aquando da formação do Governo Regional da Madeira, foi nomeado Director de Serviços para a área da Agricultura. 
Desempenhou o cargo de Director Regional do Planeamento, do Governo Regional da Madeira, desde 17 de Novembro 1980 (JORAM – IIª Série – nº 43, de 4 de Dezembro), cargo que desempenhou até 25 de Janeiro de 1989, por ter passado à situação de aposentado.
Continuou, no entanto, como Assessor, a exercer actividade na Vice-Presidência do Governo e Coordenação Económica, na implementação da Operação Integrada de Desenvolvimento da RAM.
Eleito deputado para o Parlamento Europeu, de 31 de Outubro de 1995 a 17 de Janeiro de 1997, como independente pelo CDS/PP, integrando o Grupo UPE (União para a Europa), onde foi membro das seguintes comissões:
- Comissão dos Assuntos Sociais e do Emprego (Novembro de 1995 a Janeiro de 1997) (Efectivo);
- Comissão dos Assuntos Institucionais (Janeiro de 1997) (Efectivo);
- Delegação para as Relações com a Europa do Sudeste (Outubro de 1995 a Janeiro de 1997) (Efectivo);
- Comissão dos Assuntos Institucionais (Novembro de 1995 a Janeiro de 1997) (Suplente);
- Comissão do Meio Ambiente da Saúde Pública e da Defesa do Consumidor (Março de 1996 a Janeiro de 1997) (Suplente); e Comissão dos Orçamentos (Janeiro de 1997) (Suplente).

Foi Presidente do Conselho Directivo da Secção Regional da Madeira da Ordem dos Engenheiros, no triénio 1998 a 2001, com tomada de posse no dia 4 de Abril de 1998.
Foi um insigne técnico, com vastíssimos conhecimentos em diferentes áreas do conhecimento, de que se destacam a botânica e a entomologia, onde publicou importantes trabalhos.

### Condecorações[4]
- Oficial da Ordem do Infante D. Henrique de Portugal (12 de Agosto de 1964)
- Comendador da Ordem Civil do Mérito Agrícola e Industrial Classe Agrícola de Portugal (10 de Junho de 1991)

Faleceu em 29 de agosto de 2009.